# 塞氏犁頭鰩
塞氏犁頭鰩（學名：Rhinobatos sainsburyi），又稱塞氏琵琶鱝，為軟骨魚綱犁頭鰩目犁頭鰩科犁頭鰩屬的其中一種，分布於東印度洋、西太平洋的澳洲西部及巴布亞紐幾內亞海域，深度66至200公尺，本魚體延長而平扁，吻寬短而呈三角形，眼橢圓形，瞬膜不發達，鼻孔斜，長度為鼻孔內距的1.4-1.6倍，後鼻瓣寬，鰓前感覺孔斑狹窄，延伸至第一鰓裂；第一鰓縫間距離為第五鰓縫間距離的1.3-1.4倍；第五鰓裂間距離為腹頭長的2.5-2.9倍，齒細小而多，舖石狀排列，口裂橫向，唇褶發達，鰓裂小，在胸鰭基部內側，斜向，背鰭兩個，位於尾部，第一背鰭在腹鰭基底後方，背鰭中等高，成熟雄魚腹鰭內緣明顯長於其基部，雌魚腹鰭內緣短於其基部，背鰭間距離大於第一背鰭基部的2.5倍，尾鰭短小，上葉較大，下葉突出，後部無缺刻，背盤呈純褐色或帶有淡淡的暗色斑點或細小的黑點，體長可達59.5公分，棲息於沿海海域，為底棲性魚類，肉食性，卵胎生，生活習性不明。